# Albert Giese (Linguist)
Albert Giese (* 26. Juli 1803 in Wittenberg; † 10. Dezember 1834 in Rostock) war ein deutscher Linguist.

## Leben
Giese hatte sich an den Gymnasien in Zerbst und Wittenberg vorgebildet, ging 1823 an die Universität Halle-Wittenberg, um zunächst Rechtswissenschaften zu studieren. Angeregt von Karl Christian Reisig wechselte er zur Philologie und studierte ab 1825 an der Universität Berlin. Unter August Boeckh und Franz Bopp beschäftigte er sich mit Sanskrit und vergleichender Grammatik. 1827 promovierte er in Halle (Saale) und beschäftigte sich bis zu seinem frühen Lebensende mit vergleichender Sprachforschung, die er auf die griechische Dialektologie anwendete.

## Werke
- Über den äolischen Dialekt, 2 Teile postum 1837